# ラナルド・S・マッケンジー
ラナルド・スライデル・マッケンジー（英: Ranald S. Mackenzie、1840年7月27日-1889年1月19日）は、アメリカ陸軍の職業軍人であり、南北戦争のときは北軍の将軍だった。ユリシーズ・グラント将軍は最も将来有望な若い士官だと表現した。その後のインディアン戦争で傑出した働きをした。

## 生い立ちと教育
マッケンジーはニューヨーク州ウェストチェスター郡で、外交官ジョン・スライデルの甥、アメリカ海軍の少佐アレクサンダー・スライデル・マッケンジーの兄として生まれた。1862年にウェストポイントの陸軍士官学校を同期の首席で卒業し、その後すぐに南北戦争を戦っていた北軍に入隊した。

## 軍歴
マッケンジーはアメリカ陸軍工兵司令部の少尉に任官され、第二次ブルランの戦い、アンティータムの戦い、ゲティスバーグの戦いに参戦し、1864年のオーバーランド方面作戦やピーターズバーグ包囲戦に従軍した。ブルラン、ゲティスバーグおよびジェルサレム・プランクロードでは負傷した。ピーターズバーグ包囲戦の間のジェルサレム・プランクロードで負傷した時には指を2本失い、おそらくその渾名である「バッドハンド」のもとになった。1864年6月までにその勇敢さで正規軍の中佐に名誉昇進した。
1864年7月、第2コネチカット重砲兵隊の大佐に指名された。南軍のジュバル・アーリーがワシントンD.C.を襲ったときは、スティーブンス砦の戦いに対抗する第6軍団と共に移動した。オペクォンの戦いでまた負傷した。その後第6軍団第1師団の第2旅団長を任され、シーダークリークの戦いでも負傷した。この傷から快復すると、志願兵の准将に指名され、ジェームズ軍の騎兵師団長となり、ファイブフォークスの戦いやアポマトックス・コートハウスの戦いで指揮を執った。1865年には、1864年のバレー方面作戦での功績で志願兵の名誉少将に指名された。マッケンジーは厳しい規律で知られ、その下で仕える兵士達にはあまり好かれなかったので、部下達は彼のことを「終わりがない懲らしめ屋」と呼んだ。しかし同僚や上官にはその技術や能力で尊敬され、ユリシーズ・グラント将軍をして「最も将来有望な若い士官」だと言わしめることになった。負傷すること6度、名誉昇進をはたすこと7度だった。

## インディアン戦争での従軍
南北戦争が終わった後、マッケンジーは正規軍に留まり、工兵司令部の恒久的大尉の階級に戻された。その後のインディアン戦争の時代にアメリカ合衆国西部で従軍し、1867年には第41アメリカ歩兵連隊（後に第24アメリカ歩兵連隊、バッファロー・ソルジャーの1部隊）で正規軍の大佐に指名され、アメリカ合衆国南西部でアパッチ族インディアンと戦った。1871年2月25日、テキサス州ジャックスボロのリチャードソン砦で第4アメリカ騎兵隊長となった。この連隊を率いてテキサス州西部のリャノ・エスタカードでノースフォークの戦いに参戦し、アメリカ合衆国政府の政策である居留地への移住に抵抗していたインディアンを破る為にその特異な地形に合った戦術を完成させた。1871年遅く、足に矢傷を負って、7度目の負傷となった。
1874年、マッケンジーはレッド川戦争で戦い、テキサス州サンアンジェロにあった作戦本部のコンチョ砦からはるか北であったパロデュロ・キャニオンの戦いでインディアンの連合軍を壊走させた。1876年、ダルナイフの戦いでシャイアン族を打ち破り、ブラックヒルズ戦争を終わらせることに貢献した。このことで1881年にはニューメキシコ地区軍指揮官に指名された。1882年、准将に指名され、テキサス方面軍任務となった（1883年10月30日）。マッケンジーはテキサスの牧場を購入して婚約したが、異様な行動をとるようになった。オクラホマ州シル砦で荷馬車から落ちて頭部を負傷したことが原因であるとされている。マッケンジーは精神的不安定の兆候を示し、精神の進行麻痺で1884年3月24日に陸軍から除隊した。
マッケンジーはニューヨーク州スタテンアイランドのニューブライトンにあった姉妹の家で死に、ウェストポイント墓地に埋葬されている。かってマッケンジーの経歴を何年間も密に辿って報告していた「ニューヨーク・タイムズ」はその死について短いコメントを載せただけだった。しかし、「アーミー・アンド・ネービー・ジャーナル」はマッケンジーの軍歴や個人的生活について長い記事を掲載した。その記事の冒頭は「かつて輝かしい存在であったラナルド・スライデル・マッケンジーの訃報に接して陸軍は悲しみに暮れるであろうが、彼の晩年を陰らせ彼を生ける屍に変えてしまった暗雲のことを思えば、その悲痛はいや増すばかりである」というものだった。
1958年から1959年にかけて放送され、リチャード・カールソンが主演した番組販売のテレビシリーズ『進め騎兵隊』（en:Mackenzie's Raiders）は、マッケンジーがテキサスのクラーク砦で勤務していた時期の出来事に大まかながら基づいている。